# Payphone
Payphone è un singolo dei Maroon 5 in collaborazione con Wiz Khalifa, il primo estratto dal loro quarto album in studio Overexposed, pubblicato il 17 aprile 2012 negli Stati Uniti d'America.
Il 10 aprile 2012 la band ha annunciato la data di pubblicazione a seguito di un'esibizione al talent reality show The Voice. La canzone è diventata disponibile su iTunes subito dopo la performance a The Voice. Ai Grammy Awards 2013, il brano ha ricevuto una nomination nella categoria miglior performance pop di un duo o gruppo.

## Composizione
Secondo la partitura pubblicata su Musicnotes.com, Payphone è scritta nella tonalità di B maggiore (SI maggiore) con un tempo moderatamente veloce di 112 bpm. La progressione degli accordi è Esus2–B5–G♯m7–F♯sus–F♯–Esus2–B–G♯m7–F♯5 (in notazione italiana, MIsus2–SI5–SOL♯m7–FA♯sus–FA♯–MIsus2–SI–SOL♯m7–FA♯5) e la voce spazia da A♯4 a C♯6 (in notazione italiana, dal quarto LA♯ al sesto DO♯).

## Accoglienza
| Recensione          | Giudizio |
| ------------------- | -------- |
| About.com           |          |
| Artist Direct       |          |
| The Huffington Post | positivo |
| Pop Crush           | positivo |
| Idolator            | positivo |
| HitFix              | positivo |

Bill Lamb di About.com ha dato alla canzone 4 stelle su 5, lodando gli arrangiamenti vocali della band nel secondo e nel terzo ritornello, la voce di Adam Levine e le sonorità pop del brano, ma criticando il rap di Wiz Khalifa, giudicandolo "superfluo". Crystal Bell di The Huffington Post lo ha definito "uno dei singoli più pop della band fino ad oggi".
Amy Sciarretto di Pop Crush ha giudicato la canzone vivace, ariosa e accattivante, e ha scritto che è "ancora un altro singolo melodicamente allegro che dominerà la radio".
Robbie Daw di Idolator l'ha definita come una potenziale Top 40. Melinda Newman di HitFix ha scritto che la canzone "è una rettilinea canzoncina pop che, come tutti i brani di questo periodo, sembra ricalcare i ritmi lucidi, militari e precisi di Grenade di Bruno Mars, che riesce ancora a suonare in maniera convincente; è melodica e orecchiabile, ma non eccessivamente aggressiva.
Rick Florino di Artist Direct ha dato alla canzone 5 stelle su 5 e si è espresso dicendo che "unisce una delle più grandi caratteristiche della band con collegamenti intelligenti."

## Esibizioni dal vivo
Il 16 aprile 2012, i Maroon 5 e Wiz Khalifa hanno eseguito la canzone per la prima volta al reality talent show The Voice, in cui il cantante Adam Levine è uno dei giudici.
Payphone è stata eseguita anche, durante la performance della band per la grande inaugurazione della Microsoft Store, a Palo Alto,  il 21 aprile 2012. Adam Levine ha cantato una versione alternativa del brano, senza il rap, pubblicata ufficialmente il 18 aprile 2012, appena due giorni dopo la sua anteprima mondiale su The Voice e anche su iTunes: "Now, baby, don't hang up / So I can tell you what you need to know / Baby, I'm begging you / Just, please, don't go / So I can tell you what you need to know." ("Ora, baby, non riattaccare / Così posso dirti cosa devi sapere / Baby, ti prego / Solo, per favore, non andare / Così posso dirti quello che devi sapere.") al posto del rap di Wiz Khalifa. Hanno anche eseguito la canzone, in un medley con Moves like Jagger, nella finale inglese della prima serie di The Voice UK il 2 giugno 2012.
La band ha eseguito la canzone al Today Show, il 29 giugno 2012, dove ha anche eseguito successi precedenti come Moves like Jagger, Harder to Breathe e presentando per la prima volta il secondo singolo, successivo a Payphone, estratto dall'album Overexposed One More Night.

## Video musicale

### Lyric
Un lyric video è stato pubblicato il 16 aprile 2012. Il videoclip è progettato per apparire come un romanzo con grafica animata e presenta un cartone animato nelle vesti del cantante Adam Levine.
Il video si apre con il disegno animato di Adam che è abbozzato guardando una foto di un antico amore, mentre sta malinconicamente seduto sulla cima di un telefono. Poi tutto diventa una fiamma di rabbia di colore blu durante il ritornello. Egli ripercorre il suo rapporto, magari rivedendo la storia, facendo di se stesso un eroe: i mostri da combattimento, il salvataggio dai rapinatori di sventurate donne anziane, ecc. Egli immagina se stesso e il suo ex amore che lo sta quasi per baciare di fronte alla Torre Eiffel, ma lei svanisce ogni volta che, nelle parole dei suoi testi, afferma di essere stanco. Wiz Khalifa appare con un cappuccio, sempre in disegno animato, che lotta contro la criminalità insieme a Levine.

### Ufficiale
Il video musicale ufficiale è stato diretto da Samuel Bayer ed è stato pubblicato il 10 maggio 2012. È stato girato in due giorni a Los Angeles. La vettura utilizzata nel video, una Shelby Cobra 1967 personalizzata, era una kitcar costruita a mano da Levine nella sala prove della band durante le fasce inattive dei mesi invernali.
Il video è stato nominato agli MTV Video Music Awards 2012 per il Miglior Video Pop.
Il video, girato a Los Angeles, vede Adam Levine nelle vesti di un impiegato di una banca, in cui all'improvviso entrano dei rapinatori, impersonati dagli altri membri della band. Adam scappa via per salvare un'impiegata della banca (Bregje Heinen); ne uscirà indenne, ma quando alcuni poliziotti lo scambiano per uno dei rapinatori, dice alla collega di nascondersi in una macchina e ruba una decappottabile che appartiene a Wiz Khalifa per allontanarsi da loro. Successivamente si svolge un inseguimento automobilistico e quando Levine sta per essere catturato dalla polizia, fa retromarcia causando uno scontro fra le volanti della polizia che provoca una grande esplosione. Quando finalmente raggiunge la sua destinazione, Adam esce dall'auto, che esplode, ed entra in una cabina telefonica (quella che si vede all'inizio del video) per chiamare la collega.

## Tracce
Download digitale
1. Payphone (feat. Wiz Khalifa) – 3:51

CD singolo
1. Payphone (feat. Wiz Khalifa) (Explicit version) – 3:51
2. Payphone (feat. Wiz Khalifa) (Thomas Penton/Barry Huffine Remix) – 4:05

EP digitale Regno Unito e Irlanda
1. Payphone (feat. Wiz Khalifa) – 3:51
2. Payphone (No Rap Edit) – 3:42
3. Payphone (feat. Wiz Khalifa) (Thomas Penton/Barry Huffine Remix) – 4:05
4. Payphone (feat. Wiz Khalifa) (Sound of Arrows Remix) – 5:02

## Formazione
Musicisti
- Adam Levine – composizione
- Benjamin Levin – composizione, produzione, progettazione, programmazione, tastiera aggiuntiva
- Ammar Malik – composizione
- Dan Omelio (Robopop) – composizione, produttore aggiuntivo, tastiera e chitarra aggiuntive
- Shellback – composizione, produzione, registrazione, programmazione, basso aggiuntivo, tastiera, chitarra acustica, sottofondo vocale
- Cameron Thomaz – composizione

Produzione
- Bradford Smith – tecnico
- Chris Sclafani – tecnico
- Jonathan Mann – tecnico
- Noah "Mailbox" Passovoy – registrazione
- Eric Eylands – assistente tecnico
- John Hanes – mixer tecnico
- Phil Seaford – assistente mixer tecnico
- Andrew "Muffman" Luftman – assistente tecnico
- Scott "Yarmov" Yarmovsky – assistente tecnico
- Sam "Såklart" Holland – assistente tecnico
- Jeremy "Jboogs" Levin – coordinamento della produzione
- David "D Silb" Silberstein – coordinamento della produzione

Registrazione
- Progettato nei Record Plant Studios, Los Angeles, California, nei Downtown Studios, New York, New York, e negli Jon Mann Studios, Reston, Virginia
- Registrato nei Conway Recording Studios, Los Angeles
- Mixato nei MixStar Studios, Virginia Beach

## Classifiche

### Classifiche settimanali
| Classifica (2012-22) | Posizione massima |
| -------------------- | ----------------- |
| Australia            | 2                 |
| Austria              | 5                 |
| Belgio (Fiandre)     | 8                 |
| Belgio (Vallonia)    | 8                 |
| Canada               | 1                 |
| Corea del Sud        | 1                 |
| Danimarca            | 7                 |
| Filippine            | 7                 |
| Finlandia            | 6                 |
| Francia              | 8                 |
| Germania             | 4                 |
| Irlanda              | 2                 |
| Italia               | 1                 |
| Lussemburgo          | 3                 |
| Messico              | 5                 |
| Norvegia             | 8                 |
| Nuova Zelanda        | 2                 |
| Paesi Bassi          | 14                |
| Polonia              | 3                 |
| Portogallo           | 127               |
| Regno Unito          | 1                 |
| Repubblica Ceca      | 9                 |
| Singapore            | 24                |
| Slovacchia           | 10                |
| Spagna               | 14                |
| Stati Uniti          | 2                 |
| Svezia               | 6                 |
| Svizzera             | 4                 |
| Ungheria             | 1                 |

### Classifiche di fine anno
| Classifica (2012) | Posizione |
| ----------------- | --------- |
| Australia         | 11        |
| Austria           | 32        |
| Belgio (Fiandre)  | 33        |
| Belgio (Vallonia) | 30        |
| Canada            | 4         |
| Danimarca         | 21        |
| Francia           | 43        |
| Irlanda           | 11        |
| Italia            | 12        |
| Nuova Zelanda     | 7         |
| Paesi Bassi       | 52        |
| Regno Unito       | 9         |
| Spagna            | 36        |
| Stati Uniti       | 4         |
| Svezia            | 25        |
| Svizzera          | 24        |
| Ungheria          | 9         |

### Classifiche di fine decennio
| Classifica (2010-19) | Posizione |
| -------------------- | --------- |
| Stati Uniti          | 77        |

## Date di pubblicazione
| Paese       | Data di pubblicazione | Formato           |
| ----------- | --------------------- | ----------------- |
| Stati Uniti | 17 aprile 2012        | Download digitale |
| Stati Uniti | 24 aprile 2012        | Airplay           |
| Germania    | 4 maggio 2012         | CD                |
| Regno Unito | 6 maggio 2012         | Download digitale |
| Italia      | 14 maggio 2012        | CD                |